# Elysium (filme)
Elysium (bra/prt: Elysium) é um filme de ficção científica estadunidense, escrito e dirigido por Neill Blomkamp. O filme é estrelado por Matt Damon, Jodie Foster, Wagner Moura, Sharlto Copley e Alice Braga. Ele foi lançado em 9 de agosto de 2013 nos cinemas norte-americanos, a 15 de agosto de 2013 em Portugal, e em 20 de setembro de 2013 nos brasileiros.

## Sinopse
Em 2154, uma pequena parte da população humana vive em Elysium, uma enorme estação espacial, semelhante a um Cilindro de O'Neill, que cria um habitat artificial disponível apenas para os mais ricos e onde qualquer doença ou ferimento são rapidamente curados em máquinas médicas (chamadas de "Med-Bays"). O resto da população mora na Terra, superpopulosa e pós-apocalíptica, decadente e patrulhada por robôs-policiais truculentos.
Max Da Costa (Matt Damon), é um dos habitantes pobres. Um ex-ladrão de carros, ele mora em Los Angeles, onde trabalha para a Armadyne Corp, a companhia que construiu Elysium. Um dia, Max sofre um acidente de trabalho e é exposto a uma grande quantidade de radiação.
Enquanto isso, três naves clandestinas se dirigem a Elysium, de onde a secretária de defesa Jessica Delacourt (Jodie Foster) ordena que seu mercenário na Terra, Kruger (Sharlto Copley) abata as naves. Ele destrói duas delas. Os passageiros da única que consegue pousar acabam sendo recapturados e extraditados de volta para o planeta. O presidente de Elysium, Patel (Faran Tahir), repreende-a por ter matado civis e violado direitos humanos. Jessica, obcecada pela proteção da estação espacial, articula um golpe em Elysium com a ajuda de John Carlyle (William Fichtner), CEO da Armadyne. Ela pede que o empresário escreva um programa de computador que possa forçar a reinicialização do sistema central de Elysium e torná-la presidente. John elabora o programa e o carrega em seu cérebro, protegendo o código com um sistema que mata o possuidor do conhecimento caso alguém tente roubá-lo.
Max, sabendo que só sobreviverá se entrar em uma Med-Bay, pede ajuda a seu amigo Julio (Diego Luna), que o leva a Spider (Wagner Moura), um hacker responsável pelas naves clandestinas que levam imigrantes ilegais a Elysium. Spider concorda em levar Max a Elysium contanto que ele o ajude a roubar informações valiosas de John, que está prestes a deixar o planeta. Sabendo da debilitação de Max, Spider pede que sua equipe médica instale um exoesqueleto nele, tornando-o tão forte quanto um robô.
Max, Julio e alguns capangas de Spider interceptam a nave espacial de John e tentam baixar a informação do seu cérebro, mas a informação está criptografada. Enquanto isso, Jessica, sabendo do ataque, aciona Kruger extraoficialmente para que ele impeça o roubo e traga as informações a ela. Durante a batalha, todos os aliados de Max morrem, e John é mortalmente ferido. Após conseguir escapar com a informação, Max busca refúgio na casa de Frey (Alice Braga), uma enfermeira e amiga de infância cuja filha, Matilda, sofre de leucemia. Ao saber de seus planos para imigrar a Elysium, Frey implora que Max leve sua filha com ele para curá-la, mas ele se recusa. Max deixa a casa e Jessica ordena o fechamento do espaço aéreo de Los Angeles, para ganhar tempo e recuperar o programa de John.
Mais tarde, no laboratório de Spider, Max descobre que carrega consigo informações capazes de tornar todos os terráqueos cidadãos legítimos de Elysium. contudo, com o espaço aéreo fechado, Spider não pode enviar uma nave à estação. Desta forma, Max se encontra com Kruger e tenta negociar uma ida à estação, sem saber que o mercenário havia acabado de capturar Frey e Matilda para que estas revelassem a sua localização. O espaço aéreo é reaberto, e a nave decola. Durante a viagem, uma luta se inicia no interior do veículo, que cai em Elysium. Max, Frey e Matilda são capturados, e Kruger, com o rosto destroçado por uma granada, é levado a uma unidade médica.
Após ter sua face reconstruída, Kruger é confrontado por Jessica, que o critica por sua falta de cuidado. Kruger então assassina Jessica e agora planeja controlar Elysium. Kruger instala em si mesmo um exoesqueleto superior ao de Max e sai à caça dele. Enquanto isso, seus capangas matam os líderes de Elysium. Uma equipe médica tenta remover as informações do cérebro de Max sob ordens anteriores de Jessica, mas Max consegue escapar e liberta Frey e Matilda. Como as Med-Bays só funcionam com cidadãos de Elysium e ele não tem como transferir a identidade falsa que Spider lhe deu, Max decide ativar o programa que torna todas as pessoas da Terra cidadãos de Elysium. Ele se reencontra com Spider, que chegou à estação com uma nave clandestina cheia de capangas. Chegando ao salão de controle de Elysium, a dupla é confrontada por Kruger. Durante a briga, Max consegue desconectar o exoesqueleto de Kruger, derrotando-o facilmente com isto. Enquanto isso, Frey e Matilda, protegidas por um capanga de Spider, se dirigem a uma Med-Bay.
Spider e Max chegam ao banco central de dados de Elysium onde descobrem que baixar o programa de reinicialização de Elysium irá tirar a vida de Max instantaneamente. Max se comunica por rádio com Frey uma última vez e ativa o programa, morrendo instantaneamente, tornando todos os terráqueos cidadãos legítimos de Elysium e fazendo de Spider o novo presidente da estação. Enquanto isso, uma Med-Bey cura a leucemia de Matilda e várias naves com medicamentos são enviadas à Terra para tratar dos doentes e feridos, agora cidadãos de Elysium.

## Elenco
- Matt Damon como Max da Costa
- Jodie Foster como Secretária Rhodes Delacourt
- Alice Braga como Frey Santiago
- Sharlto Copley como Kruger
- Wagner Moura como Spider Ramos
- Diego Luna como Julio
- William Fichtner como o CEO da Armadyne
- Emma Tremblay como Matilda
- Faran Tahir como Presidente Patel

## Produção
Elysium foi escrito e dirigido por Neill Blomkamp, que anteriormente co-escreveu e dirigiu Distrito 9 (2009). Em janeiro de 2011, o estúdio independente Media Rights Capital reuniu-se com os grandes estúdios para apresentar Elysium, e Blomkamp partilhando um projetos de arte de seu filme de ficção científica. Sony Pictures adquiriu o projeto fazendo uma oferta mais atraente do que os outros estúdios.
O filme de fato, se refere a Campos Elísios, da mitologia grega, onde somente as pessoas de virtude poderiam ficar nesse lugar, apenas pessoas permitidas pelos deuses gregos é que poderiam desfrutar deste lugar, onde não havia fome, doenças, guerra, apenas paz e nada de impuro entraria neste lugar sagrado protegido pelos deuses gregos.
Com um orçamento de produção estimado de US$ 115 milhões, a produção do filme começou em julho de 2011, em Vancouver, BC. Algumas cenas foram filmadas novamente em outubro de 2012.
Na dublagem em português brasileiro, os atores Alice Braga e Wagner Moura (que são brasileiros) dublaram os próprios personagens.

## Lançamento
Quando o filme foi anunciado pela primeira vez, a Sony Pictures pretendia lança-lo no final de 2012. Mais tarde foi definido uma data de lançamento oficial para 8 de março de 2013, uma semana antes de Oz: The Great and Powerful, para evitar competições. Em outubro de 2012, a Sony finalmente anunciou que tinham adiado a data de lançamento para 9 de agosto de 2013.

## Recepção comercial
Elysium ficou com o 1º lugar nas bilheterias americanas em sua estreia, na segunda semana de agosto de 2013, onde teve vários lançamentos. Os outros lançamentos foram Família do Bagulho, Aviões e Percy Jackson e o Mar de Monstros.
A sci-fi de Neill Blomkamp alcançou o topo com US$ 29,8 milhões. O resultado foi um pouco abaixo do esperado, pois o longa anterior de Blomkamp, Distrito 9, rendeu US$ 37,3 milhões em sua estreia e terminou com US$ 115,6 milhões. Além disso, Elysium teve um orçamento quase 4 vezes maior: a estimativa é que o longa tenha custado US$ 115 milhões.
Elysium faturou US$ 93,1 milhões na América do Norte e US$ 193,1 milhões em outros territórios para um total de US$ 286,1 milhões. Teve um lucro líquido de US$ 18 milhões.